# Diocesi di Temenotire
La diocesi di Temenotire (in latino: Dioecesis Temenothyrensis) è una sede soppressa e sede titolare della Chiesa cattolica.

## Storia
Temenotire, identificabile con Aktaş nell'odierna Turchia, è un'antica sede episcopale della provincia romana della Frigia Pacaziana nella diocesi civile di Asia. Faceva parte del patriarcato di Costantinopoli ed era suffraganea dell'arcidiocesi di Laodicea.
La diocesi è documentata nelle Notitiae Episcopatuum del patriarcato di Costantinopoli fino al XII secolo.
Sono tre i vescovi conosciuti di questa sede vescovile. Un'iscrizione votiva, databile tra IV e V secolo, ha restituito il nome del vescovo Demetrio. Mattia non partecipò al concilio di Calcedonia nel 451 e la professione di fede fu sottoscritta al suo posto dal metropolita Nunechio di Laodicea. Gregorio prese parte al secondo concilio di Nicea nel 787.
Dal 1933 Temenotire è annoverata tra le sedi vescovili titolari della Chiesa cattolica; il titolo finora non è mai stato assegnato.

## Cronotassi dei vescovi greci
- Demetrio † (IV/V secolo)
- Mattia † (menzionato nel 451)
- Gregorio † (menzionato nel 787)